# تورچنیو
تورچنیو (به ایتالیایی: Torcegno) یک کومونه در ایتالیا است که در ترنتینو واقع شده‌است. تورچنیو ۱۵٫۲ کیلومتر مربع مساحت و ۶۷۷ نفر جمعیت دارد.